# ريتشارد نيوديكير
ريتشارد نيوديكير (بالألمانية: Richard Neudecker)‏ (29 أكتوبر 1996 بآلتوتينغ في ألمانيا - ) هو لاعب كرة قدم ألماني في مركز الوسط. شارك مع منتخب ألمانيا تحت 16 سنة لكرة القدم ومنتخب ألمانيا تحت 17 سنة لكرة القدم ومنتخب ألمانيا لكرة القدم تحت 18 سنة ومنتخب ألمانيا تحت 19 سنة لكرة القدم. أما مع النوادي، فقد لعب مع ميونخ 1860 وTSV 1860 Munich II ‏.

## وصلات خارجية
- ريتشارد نيوديكير على موقع قاعدة بيانات كرة القدم.إي يو (الإنجليزية)
- ريتشارد نيوديكير على موقع Soccerway.com (الإنجليزية)
- ريتشارد نيوديكير على موقع عالم كرة القدم.نت (الإنجليزية)